# Tina Thörner

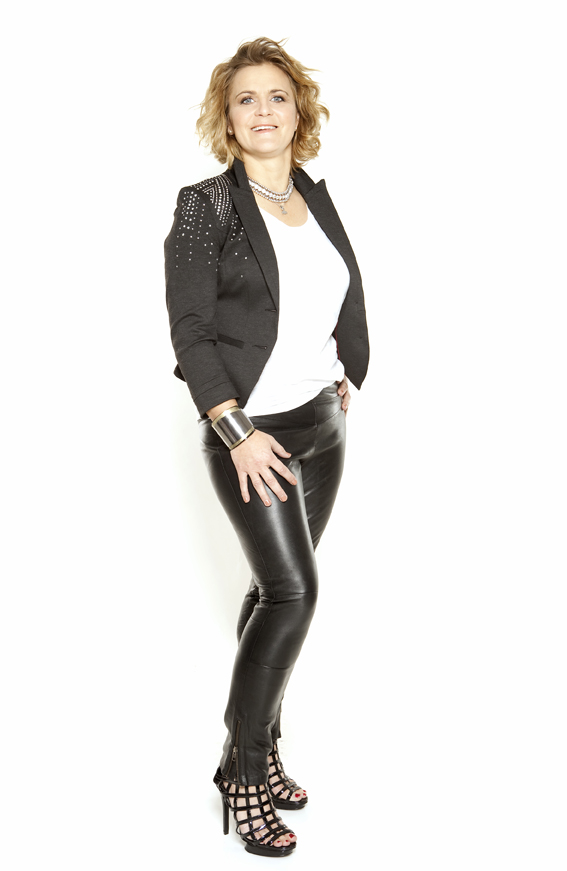
Tina Thörner 2010 beim schwedischen TV4-Programm Let´s dance!

Kristina „Tina“ Thörner (* 24. Februar 1966 in Säffle) ist eine schwedische Rallye-Copilotin.

## Karriere
Bereits 1984 nahm sie an ihren ersten Rallye-Veranstaltungen teil. 1990 begann sie ihre professionelle Motorsportkarriere und wurde bereits Zweite in der Rallye-Europameisterschaft und in der Gruppe N der Rallye-Weltmeisterschaft. In der Rallye-Weltmeisterschaft fuhr sie schon mit Isolde Holderied und Uwe Nittel.
Im Jahr 1999 fuhr Tina Thörner ihre erste Marathonrallye als Beifahrerin von Jutta Kleinschmidt im Mitsubishi Pajero. Sie beendete die Rallye Dakar auf dem dritten Platz und gehörte damit zum ersten Damen-Team, das bei dieser Rallye eine Platzierung auf dem Siegerpodest erreichen konnte.
2001 kehrte sie wieder zur Rallye-Weltmeisterschaft zurück und fuhr als Navigatorin von Thomas Rådström und ein Jahr später bei Kenneth Eriksson.
Ab 2003 arbeitete sie im Rallye-Raid-Team von Nissan und konnte zwei Gesamtsiege erzielen, darunter auch die Rallye Marokko. Zur Saison 2005 wechselte Thörner zum Team von Volkswagen und arbeitete mit Giniel de Villiers zusammen. Ihr gelang zusammen mit de Villiers bei der Rallye Dakar 2006 ein zweiter Platz in der Gesamtwertung, was ihren bisher größten Erfolg darstellt.
2007 fuhr sie wieder an der Seite von Jutta Kleinschmidt, diesmal in einem BMW X3 vom X-Raid-Team. Die Rallye Dakar verlief für das Team weniger erfolgreich. Am Ende belegten sie den 15. Platz in der Gesamtwertung. 2008 wurde sie Navigatorin von Nasser Al-Attiyah und lotste ihn zum Sieg beim Fias Baja Cuo in Italien und bei der Rali Transiberico. Das Team startete erfolgreich in die Rallye Dakar 2009 und konnte zwei Etappensiege erzielen, wurde aber im weiteren Verlauf der Rallye in Führung liegend disqualifiziert.
Tina Thörner ist Coach von Sportlern, setzt sich gegen den Missbrauch von Drogen ein und führt Ausbildungen zur Motivation durch. Außerdem siegte sie 2006 mit Andrés Esteche in der schwedischen Fernsehsendung Rampfeber, bei der Prominente zusammen mit Sängern singen.
Tina Thörner war zehn Jahre lang (1997–2007) mit dem schwedischen DTM-Piloten Mattias Ekström liiert.